# Kraftwerk Heegermühle
Das Kraftwerk Heegermühle (manchmal auch Kraftwerk Finow genannt) ist ein stillgelegtes Kraftwerk am Finowkanal in Eberswalde, Ortsteil Finow-Heegermühle, in Brandenburg.

## Geschichte

### Planung und Bau

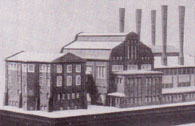
Entwurf von Klingenberg und Issel

Die Überlandcentrale Heegermühle (zum Begriff Überlandzentrale siehe Elektrizitätswerk#Begriffswandel) wurde 1909 erbaut, finanziert von der Berliner AEG und der Zürcher Elektrobank. Das Kraftwerk war die Versorgungsbasis und Keimzelle des neu gegründeten Märkischen Electricitätswerkes (MEW), später das größte Energieversorgungsunternehmen in der Mark. Von hier aus sollte die Region elektrifiziert werden; insbesondere hoffte man auf die Ansiedlung energieintensiver Industrie entlang des neu gebauten Oder-Havel-Kanals.
Geplant wurde das Werk von Georg Klingenberg, Direktor bei der AEG; der architektonische Entwurf stammte von Werner Issel. Mit dem Kraftwerk, das – für die damalige Zeit ungewöhnlich – als Steifrahmenkonstruktion ausgeführt wurde, setzten die Planer erstmals ein innovatives Konzept um, bei dem sich Aufbau und Anordnung der Gebäude streng sachlich an der technischen Funktion orientierten. Dieses Konzept wurde in den nächsten Jahren auf zahlreiche weitere, von AEG und anderen erbaute Kraftwerke angewandt. Das Kraftwerk Heegermühle war so Vorbild für Kraftwerksarchitektur im In- und Ausland.

### Betrieb
Das Werk startete mit drei Dampfkesseln, die zwei Dampfturbinen mit je 3,6 Megawatt versorgten. Schnell wurde die Leistung ausgebaut: 1912 auf 15,2 MW; 1916 auf 19,2 MW. Die Anlieferung der Kohle erfolgte über einen Anschluss an die Eberswalde-Finowfurter Eisenbahn.
Nach dem Zweiten Weltkrieg wurde aus dem MEW die Brandenburgisch-Mecklenburgische Elektrizitätswerke AG (BMEW), aus der kurz darauf der DDR-Staatsbetrieb Energiebezirk Nord wurde. Hieraus entstand 1958 der VEB Energieversorgung und einige Zeit später ein Energiekombinat, das das Kraftwerk führte. Nach der „Wende“ kam das ehemalige MEW mit dem Kraftwerk Heegermühle in die Verwaltung der Treuhandanstalt und wurde an die PreussenElektra verkauft, aus der schließlich E.DIS wurde.
Das Kraftwerk kam in die Hände der Stadtwerke Eberswalde, später der stadteigenen Technischen Werke Eberswalde.

### Stilllegung und Verfall
1991 wurde das Kraftwerk endgültig stillgelegt. Die Ruine steht unter Denkmalschutz; verfällt aber zusehends. Im Jahre 2006/2007 musste bereits das Kesselhaus abgerissen werden. Ob wenigstens die historische Maschinen- und Schalthalle erhalten werden kann, ist wegen der enormen Kosten einer Sanierung ungewiss. Das Kraftwerk soll in das EFRE-Projekt Industriekulturpfad „Finowkanal erleben“ eingebunden werden.

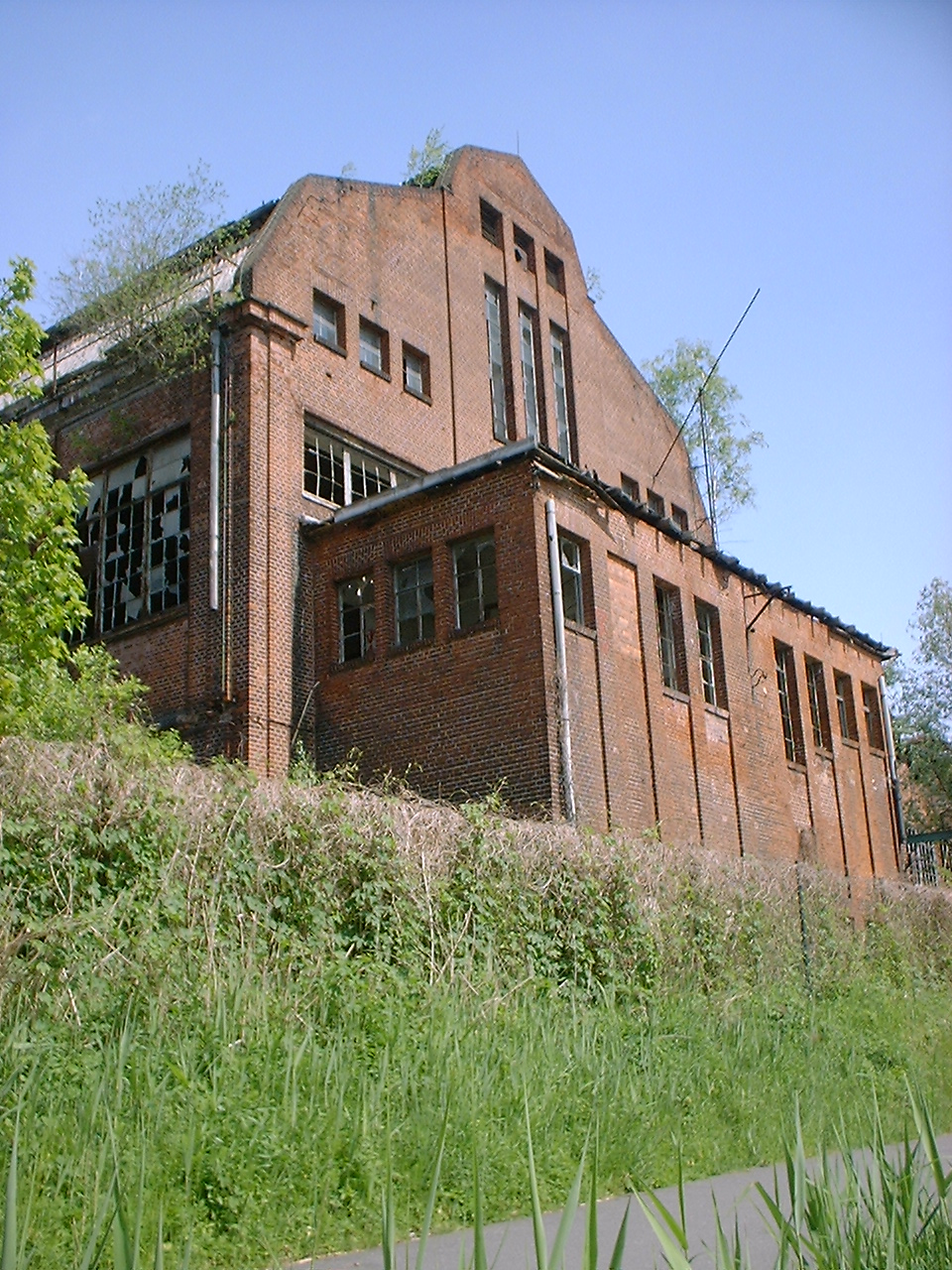
Schaufassade (2006)
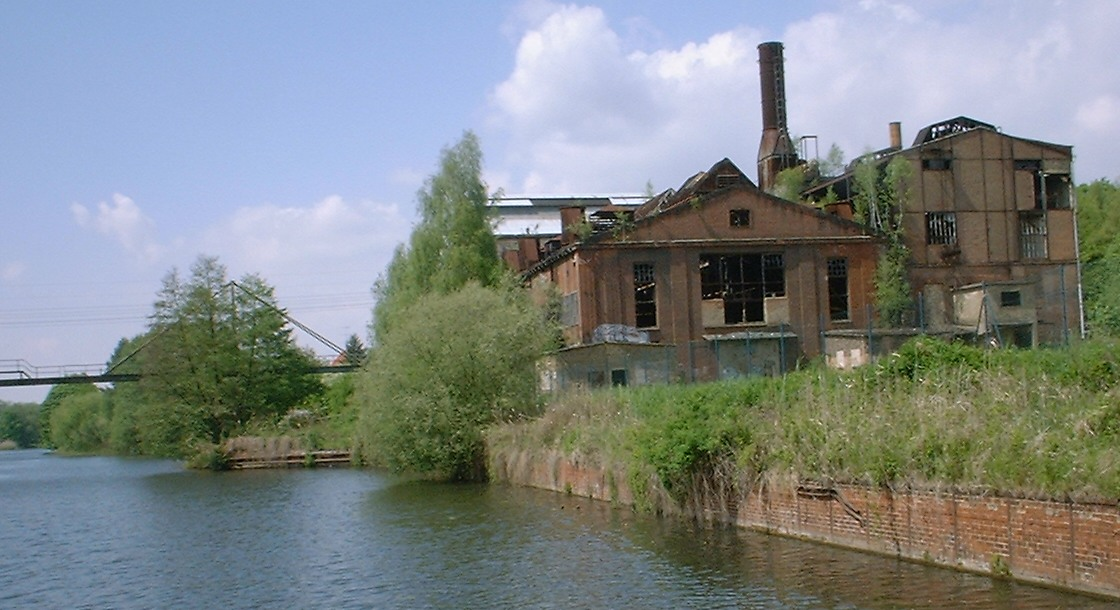
Ruinen (2006)